# Liu Suola

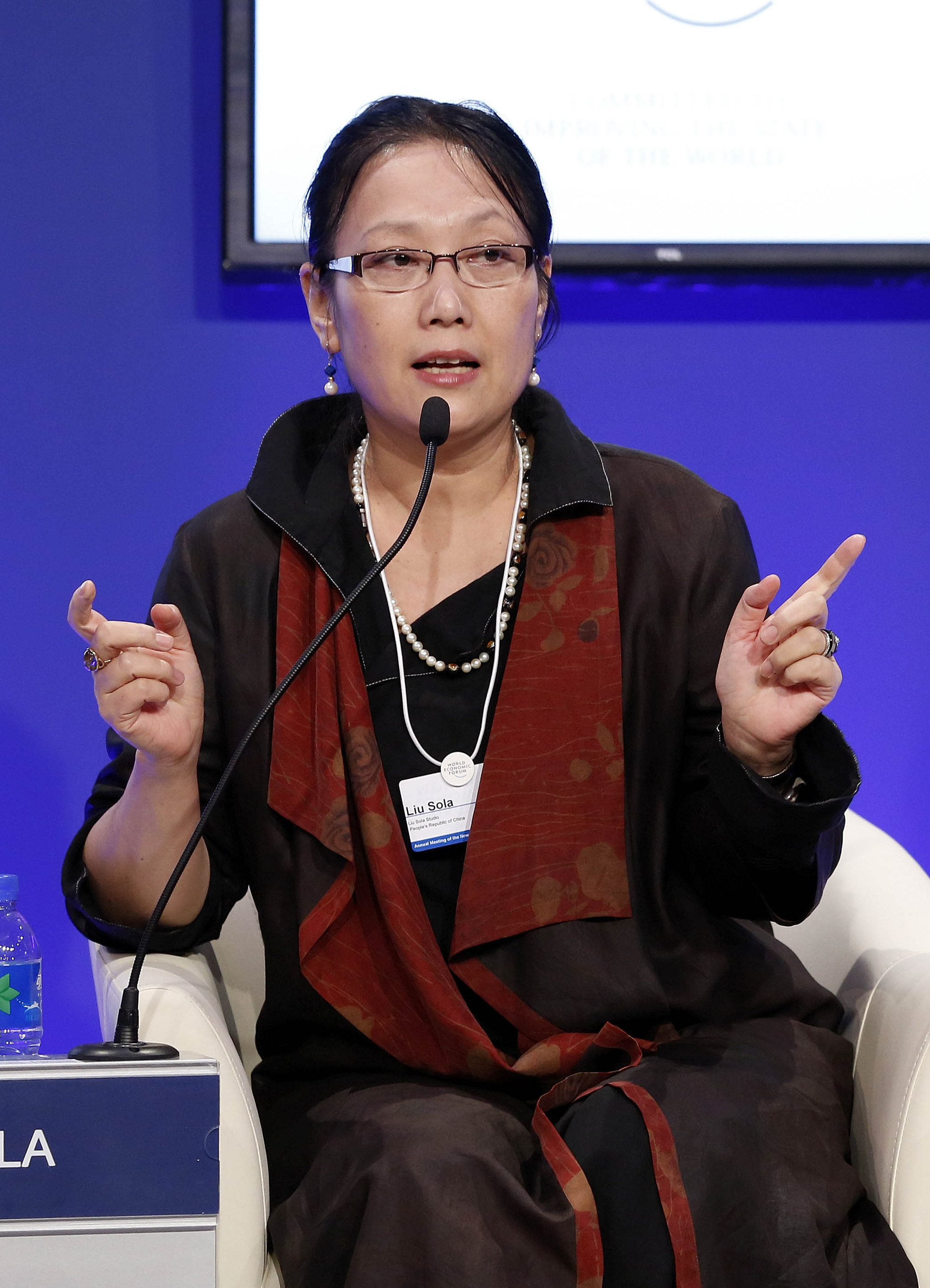
Liu Suola

Liu Suola (chinesisch 刘索拉, Pinyin Liú Suǒlā, nennt sich selbst manchmal „Liu Sola“; * 1955 in Peking) ist eine chinesische Komponistin, Autorin und Musikerin.

## Leben und Wirken
Sie studierte von 1977 bis zum Abschluss 1981 am Pekinger Central Conservatory of Music Komposition bei Du Mingxin. Danach war sie als freie Autorin tätig und landete mit ihrem Mitte der 1980er-Jahre erschienenen Roman Ni Bie Wu Xuanze (Du hast keine Wahl) – 1985 ausgezeichnet mit dem National Best Novella Award – einen Erfolg. 1985 veröffentlichte sie zwei weitere Romane: Blue Sky – Green Sea über das Leben von Pop-Rock-Musikern und In Search of the King of Singers über chinesische Volksmusik. In dieser Zeit gründete sie auch eine Frauenrockband, mit der sie drei Platten einspielte. 1988 vollendete sie Chinas erste Rockoper Blue Sky – Green Sea, die auf ihrem gleichnamigen Roman basierte.
Schon während ihrer Aufenthalte in den USA 1987 und 1989 beschäftigte sie sich erstmals intensiv mit Blues und Jazz. 1988 verließ sie China längerfristig und lebte zunächst in London. Dort schrieb sie ihre Erzählung Chaos and All That, deren englische Fassung den Preis der British Comparative Literature Association für die beste Übersetzung erhielt. 1993 ging sie nach New York, wo sie sich mit der Verbindung von Blues und chinesischer Musik beschäftigte. Dies schlug sich in ihrem US-Debütalbum Blues in the East nieder, für das sie neben dem Produzenten Bill Laswell renommierte New Yorker Jazzmusiker wie Henry Threadgill, James Blood Ulmer und Amina Claudine Myers gewinnen konnte. Weitere Alben wie China Collage (1996) folgten, und 1997 gründete sie die Formation Liu Sola & Friends.
Ab 2002 arbeitete sie u. a. als künstlerische Beraterin am Haus der Kulturen der Welt Berlin. In Zusammenarbeit mit dem Ensemble Modern komponierte sie Fantasy of the Red Queen, eine Kammeroper in sechs Szenen über Maos Ehefrau Jiang Qing, das Werk hatte im Mai 2006 in Frankfurt Premiere. In diesem Stück war Liu auch in der Hauptrolle zu hören.
2009 schrieb Liu Suola für das Theatre of Voice des britischen Dirigenten Paul Hillier die Kammeroper The After Life of LJT, die Uraufführung war im Mai 2009 in London.
Zurück in China, arbeitet sie weiter als Autorin und Komponistin, vor allem mit ihrem Liu Sola & Friends Ensemble, das weltweit auf Festivals zu hören ist und in den Jahren 2015 bis 2017 durch den Gitarristen Liu Yijun und den Percussionisten Gert Mortensen verstärkt wurde. Ihr Orchesterwerk Goose and Crane Calling kam 2018 mit dem New Juilliard Ensemble zur Uraufführung.

## Kompositionen
- Fantasy of the Red Queen (2006)

## Diskografie
- Blues in the East (1994)
- China Collage (1996, mit Wu Man)
- Haunts (1997)
- June Snow (1998)
- Spring Snowfall (2000)
- Sola and Friends (1999)
- Apparitions (2000)

## Schriften
- You Have No Choice. Novelle (1985)
- Blue Sky Green Sea. Auswahl an Erzählungen und Novellen (1992, auf Englisch erschienen)
- Chaos and All That. Roman (1994, auf Englisch erschienen). ISBN 978-0-8248-1617-9